# Jászboldogháza
Jászboldogháza je obec v Maďarsku v okrese Jászberény, v župě Jász-Nagykun-Szolnok. Má rozlohu 5531 ha. V roce 2013 zde žilo zde 1711 obyvatel.
První zmínka o obci pochází z roku 1458, kdy je zmiňovaná pod názvem Boldogháza.